# Lac Dunglow
Pour les articles homonymes, voir Dungloe (homonymie).
Le Lac Dunglow (Irlandais: Loch un Chlocháin Leith), également connu comme le Lac Dungloe, est un lac d'eau douce dans le nord-ouest de l'Irlande. Il est situé dans le nord du Comté de Donegal.

## Géographie
Le Lac Dunglow est à 1 km à l'est de Dungloe. Il mesure environ 1,5 km de long et 1 km de large.
Son émissaire est le Dungloe.

## Hydrologie
Le lac Dunglow est alimenté sur son côté est par son voisin, le Lac Craghy.

## Histoire naturelle
Les espèces de poissons présente dans le Lac Dunglow sont la truite, le saumon et l'anguille européenne, menacée d'extinction.